# تشاك سميث (مسير أعمال)
تشاك سميث (بالإنجليزية: Chuck Smith)‏ هو مسير أعمال أمريكي، ولد في عقد 1940.